# Sunlight (canción)
«Sunlight» —en español: «Luz del sol»— es una canción compuesta por Nicky Byrne, Wayne Hector y Ronan Hardiman, e interpretada en inglés por Nicky Byrne. Se publicó como descarga digital el 12 de febrero de 2016 mediante Stubz Limited y Universal Music Ireland como el primer sencillo de su álbum Sunlight. Fue elegida para representar a Irlanda en el Festival de la Canción de Eurovisión de 2016 mediante una elección interna.

## Festival de Eurovisión

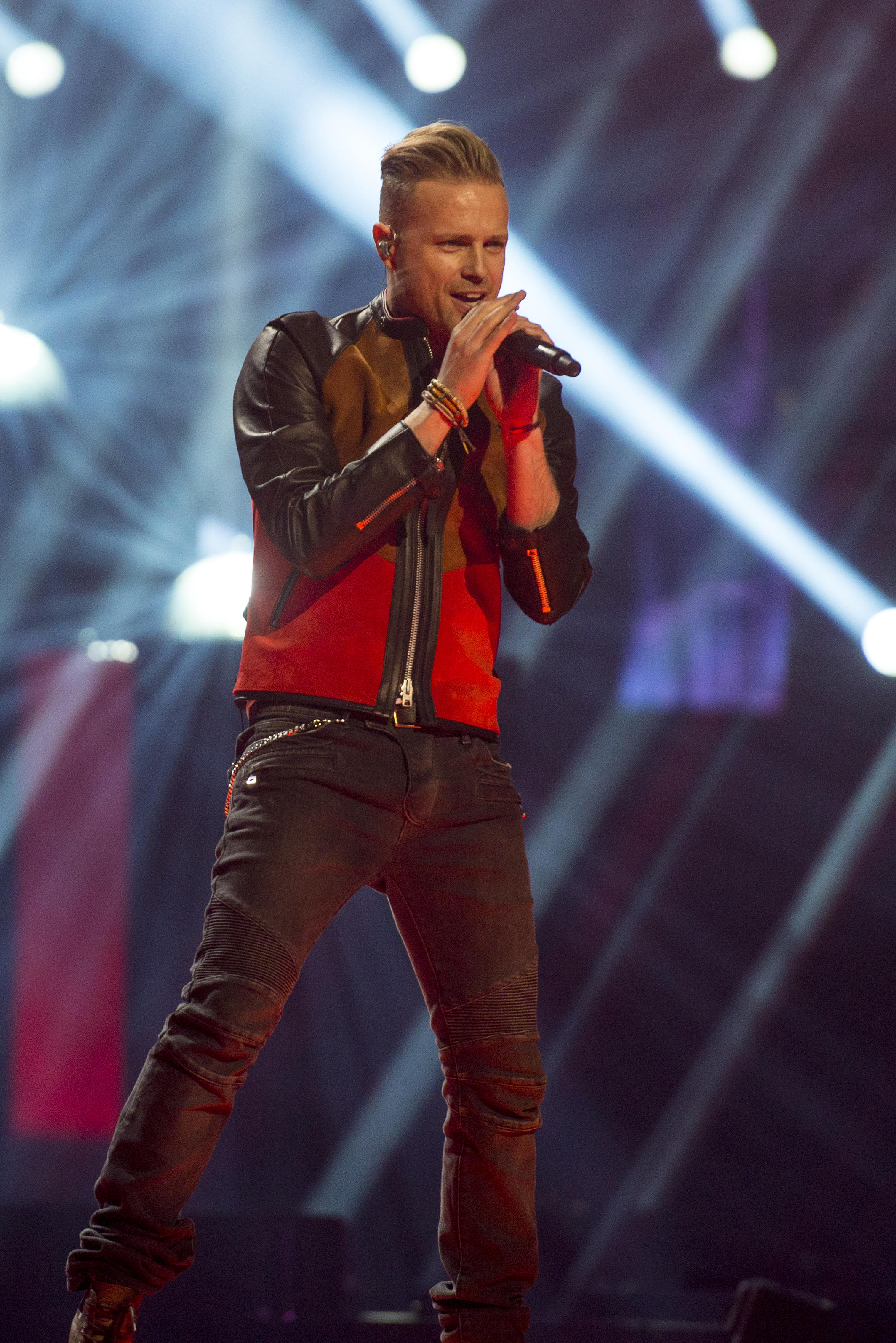
Byrne interpretando la canción durante el Festival de la Canción de Eurovisión 2016.

### Elección interna
El 27 de mayo de 2015, la Radio Televisión Pública de Irlanda (RTÉ) confirmó su intención de participar en el Festival de la Canción de Eurovisión 2016 y, el 13 de enero del año siguiente, la emisora anunció que habían elegido internamente a Nicky Byrne para representar a Irlanda en el Festival. Byrne fue un exmiembro de la banda Westlife y había sido anteriormente el comentarista irlandés en el certamen, revelando los resultados de la votación irlandesa entre 2013 y 2015. Aun así, el 7 de ese mes, días antes de anunciarlo, hubo rumores de su elección por parte de los medios de comunicación irlandeses.
Junto al anunciamiento de que Byrne representaría a su país, la canción a ser interpretada, «Sunlight», también se publicó mediante un vídeo con la letra de la canción en YouTube. La primera interpretación de la canción en vivo fue por Byrne el 13 de febrero, durante el programa The Ray D'Arcy Show de RTÉ One.

La canción se llama Sunlight y la coescribí con dos leyendas de la industria de la música; el productor y escritor Ronan Hardiman y el compositor Wayne Hector. Siempre he sentido que esta canción tenía algo diferente, algo especial. También estoy esperando a revisitar Suecia, un país donde tuvimos mucho éxito con Westlife a través de los años y no puedo esperar a ser parte de lo que estoy seguro que será un show increíble en Estocolmo. Irlanda, daré mi mejor golpe. Suecia… ¡allá vamos!
Nicky Byrne sobre «Sunlight»

### Festival de la Canción de Eurovisión 2016
Esta canción fue la representación irlandesa en el Festival de la Canción de Eurovisión 2016.
El 25 de diciembre de 2016, se organizó un sorteo de asignación en el que se colocaba a cada país en una de las dos semifinales, además de decidir en qué mitad del certamen actuarían.
Así, la canción fue interpretada en séptimo lugar durante la segunda semifinal, celebrada el 12 de mayo de ese año, precedida por Serbia con Sanja Vučić interpretando «Goodbye (Shelter)» y seguida por la República de Macedonia con Kaliopi interpretando «Dona». Durante la emisión del certamen, la canción no fue anunciada entre los diez temas elegidos para pasar a la final y por lo tanto no cualificó para competir en esta. Más tarde se reveló que Irlanda había quedado en 15º puesto de los 18 países participantes de la semifinal con 46 puntos.